# Chuchelná
Chuchelná település Csehországban, a Opavai járásban. Chuchelná Bolatice, Bohuslavice, Strahovice, Píšť, Kobeřice és Bělá településekkel határos. Lakosainak száma 1258 fő (2024. január 1.).

## Népesség
A település lakosságának változását az alábbi diagram mutatja:
| Lakosok száma | 504  | 568  | 1019 | 915  | 1238 | 1324 | 1270 | 1287 | 1246 | 1258 |
|               | 1869 | 1890 | 1921 | 1950 | 1980 | 2001 | 2017 | 2019 | 2022 | 2024 |